# بانثينول
بانثينول (بالإنجليزية: Panthenol)‏ (المعروف أيضًا باسم البانتوثينول) هو النظير الكحولي لحمض البانتوثنيك (فيتامين بي 5)، وبالتالي فهو بروفيتامين بي 5. يتأكسد بسرعة في الكائنات الحية إلى حمض البانتوثنيك. وهو سائل شفاف لزج في درجة حرارة الغرفة. يستخدم البانثينول كمرطب ولتحسين التئام الجروح في المنتجات الصيدلانية ومستحضرات التجميل.

## الاستخدامات

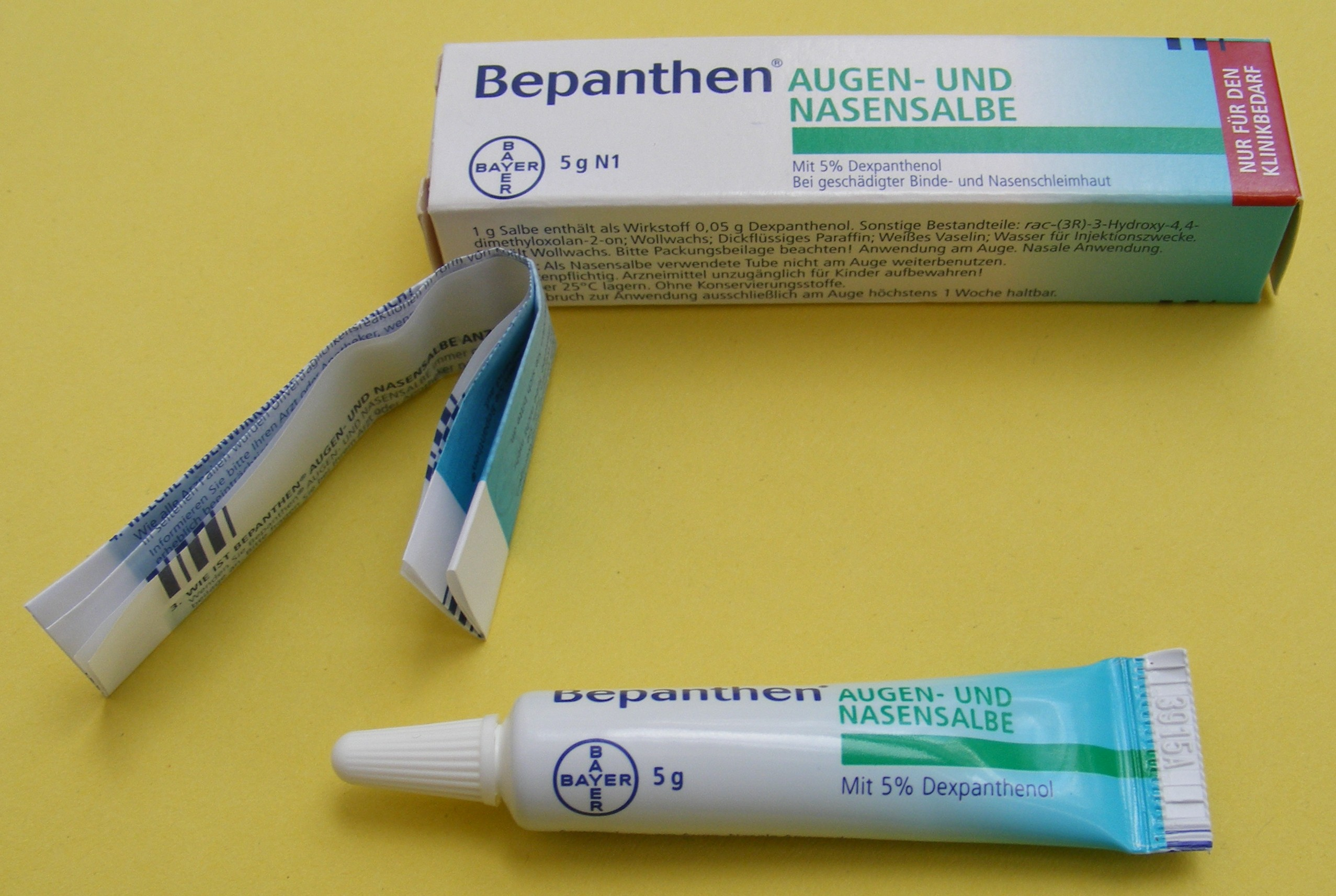
Bepanthen مرهم للعين والأنف (ألمانيا)

في المستحضرات الصيدلانية ومستحضرات التجميل ومنتجات العناية الشخصية، يعد البانثينول ملطفًا ومرطبًا، ويستخدم في المراهم والمستحضرات والشامبو والبخاخات الأنفية وقطرات العين وحلوى السعلة وحلول التنظيف للعدسات اللاصقة.
في المراهم يتم استخدامه لعلاج حروق الشمس والحروق الطفيفة والإصابات الجلدية البسيطة والاضطرابات (بتركيزات تصل إلى 2-5 ٪). ويحسن التميه النسيجي، ويقلل من الحكة والتهاب الجلد، ويحسن من مرونة الجلد، ويسرع معدل شفاء جروح البشرة. لهذا الغرض، يتم في بعض الأحيان استخدامها مع الآلانتوين.
يعتبر عنصر شائع في الشامبوهات التجارية وكريمات الشعر لارتبطه بساق الشعرة بسهولة حيث  يتواجد (بتركيز من 0.1-1 ٪).

## الآثار السلبية
غالبًا ما يتم تحمل البانثينول بشكل جيد. لكن في حالات نادرة، تم الإبلاغ عن تهيج الجلد والتهاب الجلد التماسي.

## علم العقاقير
يخترق البانثينول بسهولة في الجلد والأغشية المخاطية (بما في ذلك الغشاء المخاطي في الأمعاء، حيث يتأكسد بسرعة إلى حمض البانتوثنيك. حمض البانتوثنيك مادة محبة للماء،  وهذا يعني أنه يرتبط بالمياه على نحو فعال. ويستخدم أيضًا في التخليق الحيوي لمرافق الإنزيم-أ، الذي يلعب دورًا في مجموعة واسعة من التفاعلات الأنزيمية وبالتالي في نمو الخلايا.

## الخصائص الفيزيائية والكيميائية

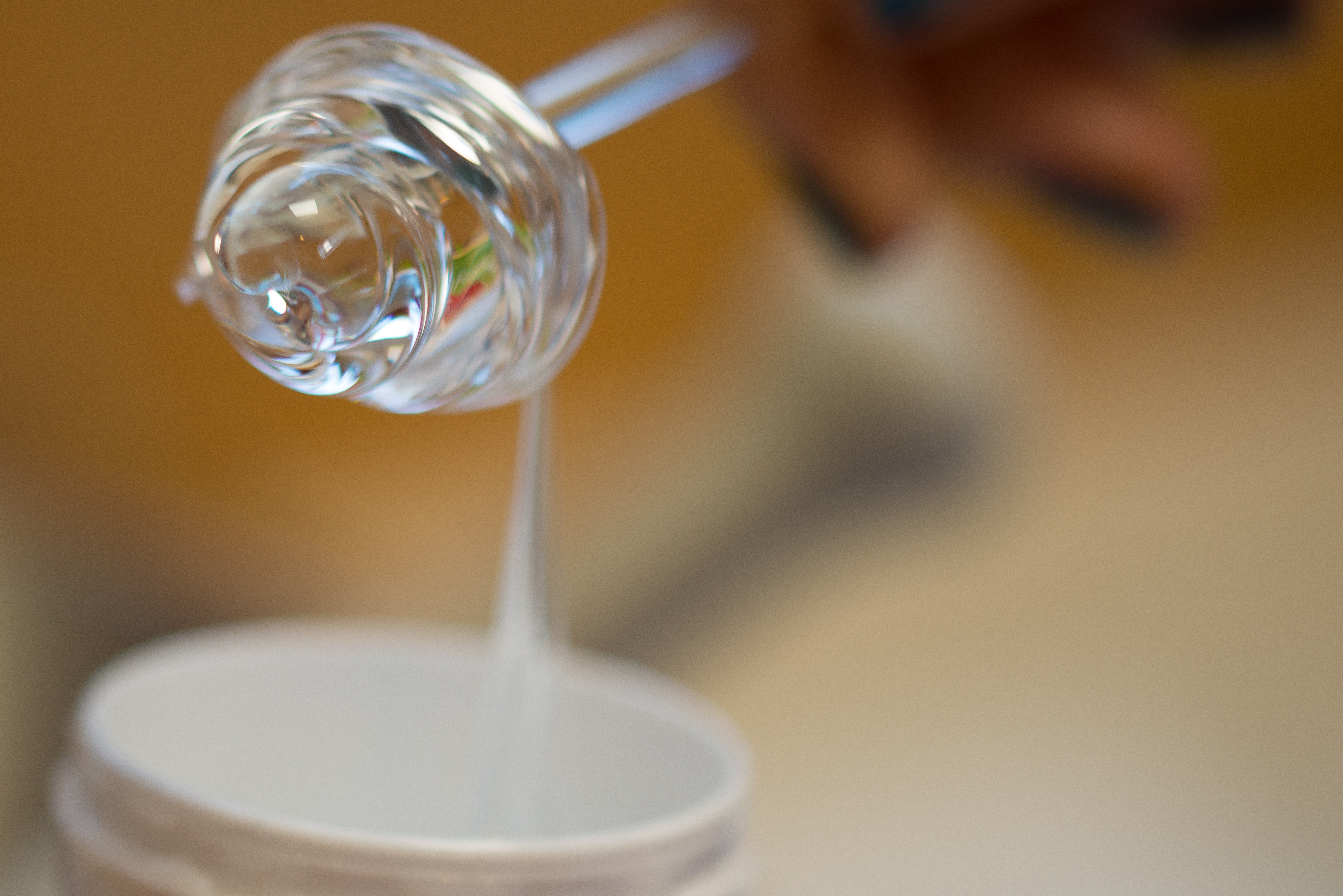
ديكسبانثينول

البانثينول هو سائل عديم الرائحة ومر قليلًا ولزج للغاية وشفاف عديم اللون في درجة حرارة الغرفة،  ولكن أملاح حمض البانتوثنيك (على سبيل المثال بانتوثينات الصوديوم) عبارة عن مساحيق (بيضاء عادة). سريع الذوبان في الماء والكحول، قابل للذوبان بشكل معتدل في إيثيل الإيثر وقابل للذوبان في الكلوروفورم (1: 100)  وفي البروبيلين غليكول، وقابل للذوبان بشكل طفيف في الجلسرين.
الصيغة الكيميائية الموسعة للبانثينول هي HO-CH 2 –C (CH 3 ) 2 –CH (OH) -CONH-CH 2 CH 2 CH 2 –OH.

### الكيمياء المجسمة
البانثينول يأتي في اثنين من المصاوغات، D و L. فقط D- البانثينول ديكسبانثينول نشط بيولوجيًا، ولكن كلا النموذجين له خاصية الترطيب. ولاستخدامه كمستحضر للتجميل، يأتي البانثينول إما على شكل D، أو كمزيج راسيمي من D و L (DL -البانثينول).

## روابط خارجية
- Sci-toys: مكونات البانثينول